# Samoa International 2006
Die Samoa International 2006 waren die offenen internationalen Meisterschaften des Jahres 2006 von Samoa im Badminton. Bei den Titelkämpfen wurden Punkte für die Badminton-Weltrangliste vergeben. Das Turnier fand vom 12. bis 14. Oktober 2006 statt.

## Sieger und Platzierte
| Disziplin    | Gold                              | Silber                  | Bronze                 |
| ------------ | --------------------------------- | ----------------------- | ---------------------- |
| Herreneinzel | Alistair Casey                    | Jeff Tho                | Alika Cooper           |
| Herreneinzel | Alistair Casey                    | Jeff Tho                | Sene Tokuma            |
| Herrendoppel | Ashley Brehaut Aji Basuki Sindoro | Alistair Casey Jeff Tho | Horice Jensen Tupu Fua |
| Herrendoppel | Ashley Brehaut Aji Basuki Sindoro | Alistair Casey Jeff Tho | Alika Cooper Tone Neru |
| Dameneinzel  | Heseti Mafaufau                   | Ruby Slade              | Pepe                   |
| Dameneinzel  | Heseti Mafaufau                   | Ruby Slade              | Risale Mesepa          |